# Маккаби Ахи
«Футбольный клуб Маккаби Ахей Нацрат» (ивр. מועדון כדורגל מכבי אחי נצרת‎) — израильский футбольный клуб, представляющий город Назарет.

## История
Футбольный клуб «Маккаби Ахей Нацрат» (Назарет) был создан в 1967 году, когда две местные футбольные команды «Аль-Ахли» и «Ас-Салам» решили объединиться в одну. В 1998 году впервые «Маккаби Ахей Нацрат» поднялся во вторую лигу.
В 2003 году впервые в своей истории «Маккаби Ахей Нацрат» сумел пробиться в высший дивизион под руководством тренера Азми Нассара. Однако не сумев продержаться в нём больше, чем один сезон, по окончании чемпионата заняв последнее место, вылетел во вторую лигу, а на следующий год и в третью.
В сезоне 2005/06 годов «Маккаби Ахей Нацрат» занимает второе место в третьем по значимости дивизионе Израиля, что позволяет ему вновь вернуться во второй дивизион (Лига Леумит).
По итогам сезона 2008/09, несмотря на 5-е место в Лиге Леумит, ввиду расширения высшей лиги Израиля с 12 до 16 команд, клуб, победив в стыковых играх «Маккаби А-коах» (Рамат Ган), добился повышения до высшей израильской лиги — Лигат Ха-Аль, где провёл 1 сезон.
Сезон 2009/10 был одним из худших в истории клуба в израильской Премьер-лиге. «Маккаби Ахей Нацрат» закончил его на последнем месте в лиге (7 побед, 7 ничьих, 21 поражение, разница мячей 33:81 (-48), 16 очков). В последнем матче команда уступила «Хапоэлю» из Рамат-Гана со счётом 0:7 и опустилась в Лигу Леумит, где с сезона 2010/11 выступает до сих пор.

## Факты
Рекордсменом по забитым мячам клуба является защитник Наджуан Грайиб, с 1999 по 2001 год игравший за английский клуб «Астон Вилла». У него в активе 50 голов.
В сезоне 2009/10 несколько месяцев ворота клуба защищал бывший голкипер сборной России Руслан Нигматуллин, пока не решил завершить карьеру.
В 2002 году в клубе играл известный телекомментатор «НТВ-плюс» Константин Генич